# Vespídeos
Vespídeos (Vespidae) é uma grande e diversificada família de vespas, com cerca de 5000 espécies, que inclui quase todas as vespas eussociais e muitas das vespas com hábitos solitários. No Brasil, são também chamados de marimbondos, maribondos ou cabas.
Cada colónia de vespas inclui uma rainha e um determinada quantidade de fêmeas obreiras com diversos graus de esterilidade em relação à rainha. Em espécies de regiões temperadas, as colónias têm uma existência de um ano, perecendo no início do Inverno. Novas rainhas e machos são produzidos no fim de verão, e depois do acasalamento, a rainha entra em hibernação em locais abrigados. Os ninhos da maioria das espécies são construídos com lama, embora por vezes sejam utilizadas fibras vegetais mastigadas sob forma semelhante ao papel. 
Muitas espécies contribuem para a polinização de muitas espécies de plantas, tanto potencialmente como efetivamente, sendo comprovadamente vetores de pólen.

## Etimologia
"Marimbondo" e "maribondo" vêm do quimbundo marimbondo, que significa "vespas". "Caba" vem do tupi kawa.

## Subfamílias
As subfamílias Polistinae e Vespinae são compostas unicamente por espécies eussociais, enquanto que as famílias Eumeninae, Euparagiinae e Masarinae apenas possuem espécies solitárias. A família Stenogastrinae apresenta os dois tipos de comportamento.
Os membros das famílias Polistinae e Vespinae, em vez de consumirem as presas diretamente, mastigam-nas e são depois dadas como alimento às larvas que posteriormente produzem um líquido de aparência límpida (com alto teor em aminoácidos) que serve de alimentos aos adultos. A exata composição deste líquido varia de espécie para espécie, mas parece contribuir de maneira significativa para a nutrição dos adultos.